# Молодёжный театр Узбекистана
Молодёжный театр Узбекистана (с 1928 по 1998 — Ташкентский Русский Театр Юного Зрителя) — один из старейших театров в Средней Азии, лауреат премии имени Кирилла Лаврова. Основан 30 апреля 1928 года. С 1997 года член АССИТЕЖ. Театр имеет в репертуаре постановки для молодой и взрослой аудитории.

## История
Театр основан 30 апреля 1928 года врачом С. Этьеном и художником С. Мальтом как Театр Юного Зрителя, ознаменовав своё рождение спектаклем «Хижина дяди Тома».
Первый спектакль был 1 мая 1928 года под названием «Хижина дяди Тома» (по Г. Бичер-Стоу) и обозначил начало успешного дела в развитии культуры в узбекской истории.
Статус Государственного театра был выдан театру 31 мая 1929 года по протоколу от заседания Коллегии Народного Коммисарита Просвящения Уз. ССР, где члены коллегии постановили присвоить театру звание Первого Государственного Театра Юных Зрителей Узбекистана. Далее театр продолжил играть свою успешную работу, поставив на сцене множество ярких и красочных спектаклей.
13 мая 1961 года театр разделяется на два, начинают ставить и проблемные спектакли для старшеклассников.
В 1991 году заслуженный деятель искусств Республики Узбекистан — Н. К. Абдурахманов возглавляет ТЮЗ и приводит свою труппу из театра-студии «ДАРД» как основную.
В 1998 году театр переименован в Молодёжный театр Узбекистана.
С 1997 года театр стал членом Международной Ассоциации детских и молодёжных театров.

## Участие в международных фестивалях и гастроли
МТУ представлял Узбекистан в следующих фестивалях:
- IV Международный фестиваль экспериментальных театров (Каир, 1992)
- Международный театральный фестиваль «Играем Чехова» (Москва, 1992)
- III и VI Московский международные театральные фестивали им. Чехова (Москва, 1998, 2005)
- IV Международный фестиваль искусств для детей «Золотая репка» (Самара, 2000)
- Международный фестиваль детских театров в Хайфе (Израиль, 2002)
- Международный фестиваль уличных театров стран СНГ и Балтии (Кузнецк, 2002)
- Международные театральные фестивали «МИНИФЕСТ» (Ростов-на-Дон, 2000, 2002)
- III Всемирная театральная Олимпиада (Москва, 2001)
- Московский международный телевизионно-театральный фестиваль «Молодость Века» (Россия, 2002, 2004)
- Международный фестиваль русских театров стран СНГ и Балтии «Встречи в России» (Санкт-Петербург, 2001, 2003—2007, 2013[6], 2014[7])
- Всероссийский фестиваль детских театров «Арлекин» (Санкт-Петербург, 2007)
- «Балтийский дом»[8]
- Фестиваль «Большие гастроли» по России[9]

## Награды
- Орден «Знак Почёта» (2 ноября 1979 года) — за заслуги в развитии советского театрального искусства[10]